# Aucha tenebricosa
Aucha tenebricosa is een vlinder uit de familie van de uilen (Noctuidae). De wetenschappelijke naam van deze soort is voor het voorgesteld als Triphaena tenebricosa door Max Saalmüller in een publicatie uit 1891.
De soort komt voor op Madagaskar.